# Thơ trào phúng
Thơ trào phúng là một thể thơ sử dụng thủ pháp trào phúng, dùng tiếng cười để xây dựng tư tưởng, tình cảm cho con người, chống lại cái xấu xa, lạc hậu, thoái hóa, rởm đời, hoặc để đả kích, vạch mặt kẻ thù, đánh vào những tư tưởng, hành động mang bản chất thù địch với con người.
Vạch mâu thuẫn của sự vật – mâu thuẫn giữa cái bên ngoài và cái thực chất bên trong – để làm cho người đọc nhận thấy sự mỉa mai, trào lộng của sự vật là cách làm chủ yếu của thơ trào phúng; cho nên thơ trào phúng thường sử dụng lối nói phóng đại, so sánh, chơi chữ dí dỏm hay lời nói mát mẻ sâu cay.
Có thể chia thơ trào phúng ra làm hai: thơ châm biếm và thơ đả kích.
- Thơ châm biếm nhằm mục đích giáo dục xã hội, giáo dục con người bằng nụ cười nhẹ nhàng mà kín đáo, dí dòm mà sâu sắc. Nụ cười đó bao hàm cả việc phê phán lẫn tinh thần xây dựng.
- Thơ đả kích nhằm lột mặt nạ kẻ thù bằng nụ cười có sức công phá mãnh liệt.
- Nhà thơ tiêu biểu cho dòng thơ trào phúng đó là Tú Xương, Tú Mỡ, Đồ Phồn, Dương Quân, Đồ Bì,....